# Лиманное сельское поселение
Лима́нное се́льское посе́ление — муниципальное образование в составе Палласовского района Волгоградской области.
Административный центр — посёлок Лиманный.

## История
Лиманное сельское поселение образовано 30 декабря 2004 года в соответствии с Законом Волгоградской области № 982-ОД.

## Население
| 2010  | 2012  | 2013 | 2014 | 2015 | 2016 | 2017 |
| ----- | ----- | ---- | ---- | ---- | ---- | ---- |
| 1022  | ↘1001 | ↘995 | ↘985 | ↘970 | ↘968 | ↘953 |
| 2018  | 2019  | 2020 | 2021 |      |      |      |
| ↗1024 | ↗1027 | ↘995 | ↘972 |      |      |      |

## Состав сельского поселения
| № | Населённый пункт | Тип населённого пункта          | Население |
| - | ---------------- | ------------------------------- | --------- |
| 1 | Зелёный          | посёлок                         | 693       |
| 2 | Лиманный         | посёлок, административный центр | 42        |
| 3 | Серогодский      | посёлок                         | 287       |